# Marcilly-Ogny
Marcilly-Ogny település Franciaországban, Côte-d’Or megyében. Lakosainak száma 192 fő (2022. január 1.). Marcilly-Ogny Mont-Saint-Jean, Sussey, Thoisy-la-Berchère, Beurey-Bauguay és Chailly-sur-Armançon községekkel határos.

## Népesség
A település népességének változása:
| Lakosok száma | 268  | 171  | 173  | 198  | 199  | 196  | 195  | 192  | 188  | 192  |
|               | 1968 | 1982 | 1990 | 2006 | 2013 | 2015 | 2017 | 2019 | 2020 | 2022 |